# Hadia Davletșina
Hadia Lutfullovna Davletșina (în bașchiră Дәүләтшина Һәҙиә Лотфулла ҡыҙы, născută Iliasova; n. 5 martie 1905, gubernia Samara⁠(d), Imperiul Rus – d. 5 decembrie 1954, Birsk⁠(d), RSFS Rusă, URSS), a fost o poetă bașchiră, scriitoare și dramaturg.

## Crolonogie
Hadia Davletșina s-a născut la 5 martie 1905 în satul Hasanovo din districtul Pugachev din gubernia Samara într-o familie de țărani; numele tatălui ei a fost Lutfulla Iliasov, iar mama ei era Guliaohar. Bunicul ei a fost mullah într-un sat.
În 1920 a lucrat ca profesoară în satul Denghizbaevo din provincia Samara. În același an a studiat la Colegiul Pedagogic Tătaro-Bașkir din Samara.
În 1932 a studiat la Institutul din Moscova pentru pregătirea redactorilor. În perioada 1935 - 1937 a studiat la Institutul Pedagogic Bașkir.
În 1933 a lucrat în echipa literară a ziarului Republicii Sovietice Socialiste Autonome Bașchire din regiunea Baimakski (împreună cu soțul ei, scriitorul bașkir Lip Davletșin, ulterior comisar al educației în RSSA Bașchiră).
Între 1937-1942, ca soție a comisarului popular pentru educație în RSSA Bașchiră, Gubay Davletșin, a fost încarcerată. În 1942, Davletșina a fost eliberată din cauza bolii, apoi a trăit în exil în Birsk. A murit în 1954 la Birsk din cauza tuberculozei.

## Biografie

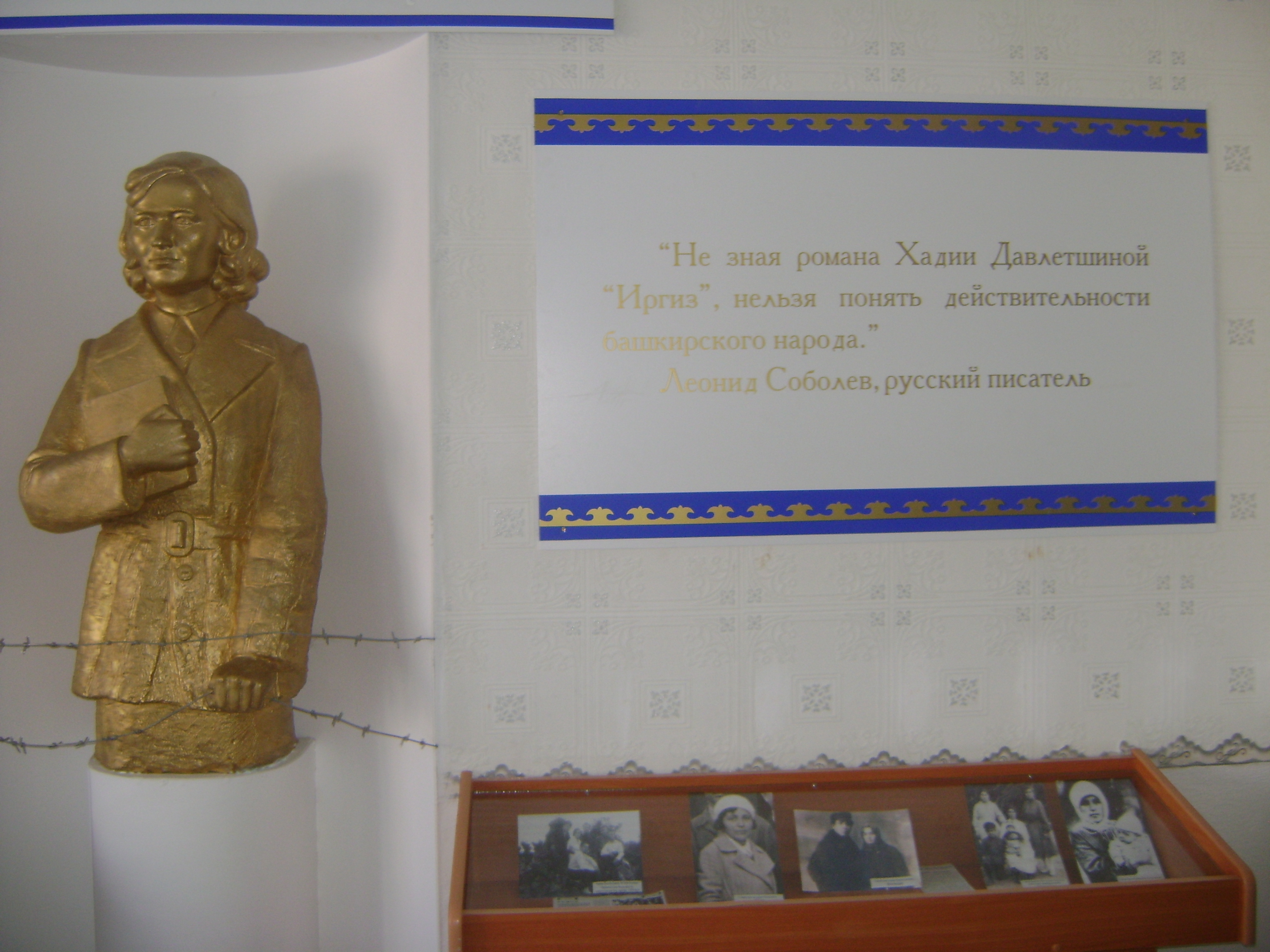
Muzeul Hadia Davletșina din Birsk

Hadia Iliasova a primit educația primară într-o medresă rurală, apoi într-o școală sovietică. Când tatăl ei a murit în 1919, fata a trebuit să aibă grijă de familie. Hadia a trebuit să muncească pentru a-și hrăni mama surdă și cei trei frați și surori.
În timpul Războiului Civil din Rusia (1918-1920), Hadia a devenit unul dintre primii membri ai Komsomolului (organizația de tineret) din district. La vârsta de 15 ani, Hadia Iliasova a început să lucreze ca profesoară în satul vecin Denghizbaevo. De câteva ori, a reușit în mod miraculos să scape de represaliile organizate de adversarii regimului sovietic. În 1920, a devenit studentă a Colegiului Pedagogic Tătaro-Bașkir din Samara.
În 1922, la vârsta de 17 ani, s-a căsătorit cu concetățeanul său Gubai Davletșin, care a lucrat apoi în Comitetul provincial Samara. În 1923 au avut un fiu, Bulat, care a fost bolnav și a murit în curând. Cei doi nu au mai avut alți copii.
La Samara, Davletșina a început să studieze limba rusă, a învățat mai întâi lucrările clasicilor ruși. Scriitorul ei preferat a fost Maksim Gorki. Hadia a fost foarte impresionată de romanul Mama («Мать»), dar și de alte opere ale scriitorului. Apoi a lucrat în școli, a fost profesoară într-un orfelinat. În 1932-33, Нadia a studiat la Institutul de pregătire a redactorilor din Moscova. În 1935-37, a fost studentă a Facultății de Limbi și Literatură a Institutului Pedagogic „K. A. Timireazev” din Bașkiria (actualmente Universitatea de Stat din Bașchiria).
În 1933, împreună cu soțul ei, Gubai Davletșin, Hadia a plecat în districtul Baimak din sudul Bașkortostanului, unde a lucrat ca angajat al ziarului regional. În 1934, a participat la Congresul I al scriitorilor sovietici, unde s-a întâlnit cu Maksim Gorki. În 1935 ea a devenit membru al Uniunii Scriitorilor din RSSA Bașkiră. În 1936, a fost delegată în plenul III al scriitorilor URSS din Minsk. Prima povestire a sa, „Pionera Hiuliukai”, a fost publicată în 1926 în ziarul „Bașkortostan ieștere” („Tineretul din Bașchiria”). În 1931, a fost publicată povestirea „Aibika”, care i-a adus faimă la scară largă. În 1936, povestirea a fost tradusă în limba rusă.
Pentru prima dată în literatura bașkiră a fost arătat profund și minuțios procesul de formare a personalității unei simple femei bașkire după revoluția din 1917, în condițiile puterii sovietice. Personajul Aibika a reușit să se elibereze de restricțiile tradiționale și a devenit tractoristă. Așa că scriitoarea a arătat un exemplu de luptă pentru drepturile femeilor.
Hadia Davletșina a scris mult și rodnic. Poeziile, eseurile și povestirile ei erau publicate constant. În 1932, a fost publicată povestea ei „Valuri de spice”, mai târziu povestea „Ani de foc”.
Oriunde a locuit familia Davletșin, casa era deschisă prietenilor, rudelor, conaționalilor care aveau nevoie de ajutor. I-au ajutat pe mulți să se stabilească în viață, să obțină o educație. Una dintre aceste persoane, fetița orfană Fatima Mustafina, a devenit mai târziu ministrul educației al RSSA Bașkire.
La începutul anilor 1930, scriitoarea a început să lucreze la romanul epic Irgiz. Câteva extrase din acesta au fost publicate în publicații periodice. Pentru prima dată în literatura bașkiră, personajul principal al unei opere majore au fost oamenii. Viața poporului bașkir a fost arătată timp de două decenii într-un context larg al evenimentor sociale și politice care aveau loc în Rusia la începutul secolului al XX-lea. În romanul ei, scriitoarea a folosit cu pricepere cunoașterea vieții și a modului de viață al oamenilor, evidențiind personajele colorate și mentalitatea bașchirilor.
Bogăția folclorului oral, coloratura și bogăția limbajului, precum și scara epică au făcut din roman o operă clasică nu numai a literaturii bașkire, ci și a întregii literaturi orientale și turcești. Vorbind la Primul Congres al Scriitorilor RSFSR, în 1958, Leonid Sobolev a spus: „Fără a cunoaște romanul Irgiz al scriitoarei Hadia Davletșina, nu se poate înțelege realitatea poporului bașkir”. Scriitoarea kazahă Sabit Mukanov a numit opera sa o realizare în creativitate. Hadia Davletșina este considerată prima femeie romancieră din Orient.
Munca activă ca romancieră a lui Davletșina a fost întreruptă brutal. 1937-1938 în istoria Uniunii Sovietice se numește „perioada marii terori”. În 1937, soțul ei a fost arestat și ulterior executat, deși a făcut multe pentru dezvoltarea educației și culturii Republicii Bașkiră. Hadia Davletșina, ca „membră a familiei inamicului poporului”, a fost condamnată la cinci ani de închisoare, pe care i-a executat în Mordovia. Aici a lucrat cu alți prizonieri și și-a continuat mental romanul Irgiz. Din cauza detenției, i s-a agravat tuberculoza. În 1942, a fost eliberată din cauza bolilor. Hadia a vrut să se întoarcă la Ufa, dar a fost trimisă în exil în orașul Birsk, fără dreptul de a-l părăsi.
În Birsk, Hadia Davletșina a trăit foarte greu. Nu i s-a dat de lucru. I s-a interzis strict să-și publice lucrările și să se implice în activități literare. În ultimii ani ai vieții, a lucrat ca femeie de serviciu  la Institutul Pedagogic din Birsk. Pe 20 martie 1951, Hadia Davletșina a scris o scrisoare președintelui comitetului Uniunii Scriitorilor din URSS Alexandr Fadeev, în care a cerut ajutor pentru publicarea romanului. Această scrisoare este scrisă pe șase pagini, pe foi sunt multe pete din lacrimile sale.
În Birsk, după ceva timp, Hadia s-a căsătorit cu Safin, care a avut grijă de ea și astfel a reușit să-i mărească durata vieții. Hadia Davletșina a murit la 5 decembrie 1954. Nu și-a văzut publicat romanul.
Romanul Irgiz a fost publicat abia în 1957. A apărut cu un tiraj mare la editura bașkiră. Mai târziu a fost publicat în rusă, apoi a fost publicat în toate limbile popoarelor URSS. În 1985, în Bașknigoizdat a fost publicată o colecție de romane și nuvele ale scriitoarei. În 2005, editura „Kitap” a publicat un volum de lucrări selecte ale lui Davletșina.
În 1967, pentru romanul Irgiz, ea a devenit postum primul laureat al Premiului Republican „Salavat Iulaev” al Republicii Socialiste Sovietice Autonome Bașkire.
În ciuda bolii grave, Hadia Davletșina a scris mult, dar lucrările sale nu au fost aprobate pentru publicare. După moartea scriitoarei, mama ei Guliaohar (oarbă) a dat manuscrisele scriitoarei oamenilor care au promis că le vor publica.

## Operă
- povestirea „Pionera Hiuliukai” (bașchiră Һылыуҡай-пионерка), apărută în ziarul „Bașkortostan ieștere” («Башҡортостан йәштәре» – „Tineretul din Bașkortostan”) în 1926;
- povestirea „Aibika” (Айбикә) 1931;
- povestirea „Valuri de spice” (Башаҡтар тулҡыны), 1932;
- „Antologie de povestiri”, 1935;
- povestirea „Ani de foc” (Ялҡынлы йылдар), 1933-37;
- romanul „Irghiz” (Ырғыҙ), 1942-52, publicat în 1957.

## Memorie
Numele său a fost atribuit unui bulevard din Ufa, precum și altor unor străzi din localitățile bașchire. 
I-au fost ridicate monumente în Birsk și Sibai.
Există un premiu republican numit după Hadia Davletșina, în domeniul literaturii pentru copii.
Dramaturgul G. Șafikov a scris o piesă de teatru intitulată Hadia, iar R. Nurullin a regizat un film cu același nume.